# Foxley (Wiltshire)
Foxley – wieś w Anglii, w hrabstwie Wiltshire, w civil parish Norton. W 1931 roku civil parish liczyła 61 mieszkańców. Foxley jest wspomniana w Domesday Book (1086) jako Foxelege.